# Алі ібн Ях'я
Алі ібн Ях'я (араб. علي بن يحي; д/н–1121) — 7-й емір держави Зірідів в Іфрікії у 1116—1121 роках.

## Життєпис
Походив з династії Зірідів. Син еміра Ях'ї. Про дату народження відомостей обмаль, але вже у 1008 року Алі намагалися використати для повалення батька. У 1113 році призначається валі (намісником) Сфакса.
1116 року після раптової смерті Ях'ї успадкував трон. Намагався продовжити політику попередників з підкорення Хусранідів в Тунісі. також вів запеклі війни проти берберських племен, намагаючись повернути собі Триполітанію, але без значного успіху.
Згодом у нього погіршилися стосунки з графом Сицилії Рожером II. В результаті емір уклав союз з альморавідським еміром Алі ібн Юсуфом проти християн. Під час підготовки кампанії до Сицилії емір Алі ібн Ях'я раптово помер. Йому спадкував син Абу'л-Хасан.